# Angyal András (pszichológus)
Angyal András (Erdély, 1902. – Boston, 1960. június 4.) magyar-amerikai orvos, pszichológus.

## Életpályája
Gyermekkorát Erdélyben töltötte. 1927-ben a Bécsi Egyetemen pszichológiai bölcsészdoktori diplomát szerzett. 1932-ben a Torinói Egyetemen orvosdoktori diplomát szerzett. 1932-ben az USA-ba emigrált. 1932-ben a Rockefeller alapítvány támogatásával a Yale Egyetemen (USA) Edward Sapir irányításával tanulmányozta a kultúra befolyását az egyéniség visszafojtására. 1934–1945 között a worcesteri (Massachusetts) állami kórházban skizofréniai kutatásokat végzett. 1937–1945 között kutatási igazgató volt. 1945–1960 között magánpraxist vezetett Bostonban.
A test és a lélek egységén alapuló pszichológia és pszichopátia egyik kiváló képviselője volt.

## Művei
- Neurosis and Treatment. A Holistic Theory (New York-London-Sydney, 1965)
- Foundations for a Science of Personality (USA, 1971)